# Jan Kuchta
Jan Kuchta (født 8. januar 1997) er en tjekkisk professionel fodboldspiller, der spiller som angriber for den danske klub FC Midtjylland og Tjekkiets landshold.

## Klub karriere

### Slavia Prag
Kuchta fik sin tjekkiske First League-debut for Slavia Prag den 8. november 2015 i en kamp mod Bohemians.
I januar 2019 kom han til Teplice på lån indtil juni 2020.
I februar 2020 underskrev Kuchta for Slovan Liberec på en permanent aftale, efter et lejeskifte i klubben. I juli 2020 underskrev Kuchta igen for Slavia Prag. Kuchta afsluttede 2020-21 Czech First League som fælles topscorer sammen med Adam Hložek med 15 mål. I sæsonens sidste kamp den 29. maj 2021 scorede Kuchta sit holds sejrsmål mod Dynamo České Budějovice, hvilket bekræftede en ubesejret ligasæson for Slavia, første gang en tjekkisk klub nåede denne milepæl siden rivalerne Sparta Prag gjorde det i 2009-10.

### Lokomotiv Moskva
Den 12. januar 2022 underskrev Kuchta en kontrakt med den russiske Premier League-klub Lokomotiv Moskva indtil 2026.
Han fik sin ligadebut for Lokomotiv den 6. marts 2022 mod FC Khimki og scorede sejrsmålet i en 3-2 sejr. Men han afsonede aldrig en diskvalifikation, som han modtog for at blive udvist i sin sidste kamp for Slavia, og ifølge FIFA-reglerne var han ikke spilleberettiget, indgav FC Khimki en protest. Protesten blev afvist den 10. marts 2022, ifølge Russian Football Union skulle Kuchta være blevet diskvalificeret til den russiske pokalkamp, Lokomotiv spillede mod Yenisey Krasnoyarsk den 3. marts og tabte 4-0, da tjekkiske regler udvider diskvalifikationer til pokalkampe, selvom Russiske regler gør det ikke, så han blev teknisk diskvalificeret for "én liga- eller pokalkamp" i modsætning til "én ligakamp". Lokomotiv fremlagde ikke dokumentet, der beskriver diskvalifikationen til ligaen, klubben hævdede, at de ikke modtog det under overførslen, og han fik lov af RFU til at spille i pokalen. Hans diskvalifikation betragtes som udtjent efter den kamp, selvom han faktisk spillede i den, i henhold til FIFA-reglerne. Khimki overvejede at indgive en appel.

### Sparta Prag
I juni 2022 sluttede Kuchta sig til Sparta Prag på et etårigt lån med mulighed for en permanent overførsel. I sin første kamp for Sparta Prag i den tjekkiske første liga (2-1 hjemmetab mod Slovan Liberec) trådte han på Liberec-målmand Olivier Vliegens hoved og modtog et gult kort, som dommeren ændrede til et rødt kort, efter at han så videooptagelser. Kuchta blev udelukket i fem ligakampe af LFA Disciplinærkommission. Klubben med Kuchta appellerede hans forbud, men anken blev afvist af appeludvalget den 11. august 2022.
Kuchta hjalp klubben med at vinde sin første mesterskabstitel siden 2014.
I juni 2023 udnyttede Sparta muligheden for at købe lånekontrakten og underskrev en flerårig kontrakt med Kuchta.
I maj 2024 hjalp Kuchta klubben med at vinde sin anden mesterskabstitel i to sæsoner og indenlandske cuppen. Han blev tildelt prisen som årets angriber i sæsonen 2023-24 af League Football Association.

### FC Midtjylland
Den 31. august 2024 underskrev Kuchta en kontrakt med danske Superliga-klub FC Midtjylland indtil 2028.
Han fik debut dagen efter imod Silkeborg i Superligaen, den 1. september, hvor han blev indskiftet i det 70. minut og leverede en assist i det 77. minut til målscorer Ousmane Diao. Kuchta og co. vandt kampen 3-1. Den 17. september scorede Kuchta sit første mål for klubben i en 4-1 sejr imod Hillerød i pokalen,. Han scorede sit første ligamål for klubben den 20. oktober i et 3-2 nederlag imod SønderjyskE.